# Pekka Pyykkö
Pekka Pyykkö (* 12. října 1941) je finský profesor chemie na Helsinské univerzitě. V letech 2009–2012 byl předsedou Mezinárodní akademie kvantově molekulárních věd. Je známý díky svému rozšíření periodické tabulky prvků takzvanému Pyykkö modelu.

## Pyykkö model
Pekka Pyykkö předpovídá, že se orbitalové slupky zaplní v tomto pořadí:
- 8s,
- 5g,
- první dvě místa z 8p,
- 6f,
- 7d,
- 9,
- první dvě místa z 9p,
- zbytek 8p.[2]

Naznačuje také, že perioda 8 bude rozdělena do tří částí:
- 8a, obsahující 8s,
- 8b, obsahující první dva prvky 8p,
- 8c, obsahující 7d a zbytek 8p.[2]

Pyykkö úspěšně předpověděl možnost chemické vazby mezi zlatem a vzácným plynem xenonem, který je obvykle velmi inertní. Tato vazba je známa tím, že se vyskytuje v kationtovém komplexu tetraxenonzlata(II) (AuXe2+

4). Dále také předpověděl možnost trojné vazby zlata a uhlíku